# Ilovajsk
Ilovajsk (ukrajinsky Іловайськ; rusky Иловайск) je město v Doněcké oblasti. V roce 2014 v něm žilo zhruba patnáct tisíc obyvatel. Jedná se o oblastně významný železniční uzel se seřaďovacím nádražím.

## Historie
Ilovajsk byl založen v roce 1869 jako výhybna na železniční trati Charkov–Taganrog a pojmenován podle šlechtického rodu Ilovajských.
Městem je Ilovajsk od roku 1938.

### Rodáci
- Stanislav Ivanovyč Hurenko (1936–2013) – sovětský a ukrajinský politik